# Mi Soundtrack on Tour
Mi Soundtrack on Tour es la décima gira internacional de la cantante Gloria Trevi para promocionar sus tres materiales discográficos Mi Soundtrack Vol. 1, Mi Soundtrack Vol. 2 y  Mi Soundtrack Vol. 3.
Dio inicio el 26 de enero de 2024 en Hidalgo, Texas y finalizará a finales de 2025. También es la primera gira internacional que la cantante realiza como artista independiente, después de su separación de Universal Music. 
La gira fue anunciada en el Crypto.com Arena donde interpretó sus temas «Pelo Suelto» y «Qué Voy A Hacer Sin Él». En cuanto al formato de este espectáculo, Gloria Trevi lo comparó con su gira anterior, la cual según ella representaba el escape del "apocalipsis" que se vivía con la pandemia de COVID-19 a una tierra mágica, siendo éste entonces algo "más mortal, como abrirse a mostrar el corazón".

## Antecedentes
En 2023, Gloria Trevi concluyó su gira internacional Isla Divina dando paso a una serie de espectáculos en México, España y Estados Unidos titulada simplemente Gloria Trevi en Concierto. Ese mismo año fue lanzada la serie autobiográfica Gloria Trevi: ellas soy yo, la cual fue acompañada de los discos Mi Soundtrack Vol. 1 y Mi Soundtrack Vol. 2 lanzados en agosto y septiembre respectivamente. Estos álbumes cuentan con nuevas versiones de temas pertenecientes a los primeros seis álbumes de estudio de la cantante, además de cuatro temas inéditos (dos por disco).

## Listado de Canciones
1. Medusa
2. Hoy Me Iré de Casa
3. Popurrí: Ya No / Zapatos Viejos / Los Borregos / Agárrate
4. La Papa Sin Cátsup
5. Qué Voy a Hacer Sin Él

Quick Change:
1. Virgen de las Vírgenes
2. Con los Ojos Cerrados
3. El Recuento de los Daños
4. Popurrí: No Tengo Ropa / Les Diré Les Diremos / Lo Que Una Chica Por Amor Es Capaz / La Acera De Enfrente
5. Popurrí: Contononeia / Dímelo Al Revés / Hijoepu*# / Me Lloras
6. No Hay Almohada
7. Me Siento Tan Sola

Quick Change:
1. Popurrí: 5 Minutos / Pruébamelo / Me Río De Ti / Habla Blah Blah / Gloria
2. El Favor De La Soledad
3. Popurri: Me Estoy Rompiendo En Pedazos / Ella Que Nunca Fue Ella / Si Me Llevas Contigo / Lloran Mis Muñecas
4. Inocente

Quick Change:
1. Dr. Psiquiatra
2. Pelo Suelto
3. Ellas Soy Yo / Que Se Acabe El Mundo
4. Te Diré Que Sí/Vestida de Azúcar
5. No Querías Lastimarme
6. Tribu

Encore:
1. Todos Me Miran
2. Siempre a Mí
3. Mañana

## Fechas
| Fecha                    | Ciudad           | País           | Lugar                                           | Telonero     |
| Norteamérica             | Norteamérica     | Norteamérica   | Norteamérica                                    | Norteamérica |
| ------------------------ | ---------------- | -------------- | ----------------------------------------------- | ------------ |
| 26 de enero de 2024      | Hidalgo          | Estados Unidos | Payne Arena                                     | MAR          |
| 2 de febrero de 2024     | Anaheim          | Estados Unidos | Honda Center                                    | MAR          |
| 3 de febrero de 2024     | San José         | Estados Unidos | SAP Center                                      | MAR          |
| 9 de febrero de 2024     | Palm Desert      | Estados Unidos | Acrisure Arena                                  | MAR          |
| 10 de febrero de 2024    | Sacramento       | Estados Unidos | Golden 1 Center                                 | MAR          |
| 23 de febrero de 2024    | Phoenix          | Estados Unidos | Arizona Financial Theatre                       | MAR          |
| 24 de febrero de 2024    | El Paso          | Estados Unidos | El Paso County Coliseum                         | MAR          |
| 15 de marzo de 2024      | Nueva York       | Estados Unidos | Radio City Music Hall                           | MAR          |
| 16 de marzo de 2024      | Fairfax          | Estados Unidos | EagleBank Arena                                 | MAR          |
| 17 de marzo de 2024      | Greensboro       | Estados Unidos | Steven Tanger Center for the Performing Arts    |              |
| 22 de marzo de 2024      | Laredo           | Estados Unidos | Sames Auto Arena                                | MAR          |
| 23 de marzo de 2024      | San Antonio      | Estados Unidos | Freeman Coliseum                                | MAR          |
| 12 de abril de 2024      | Dallas           | Estados Unidos | Dos Equis Pavilion                              | MAR          |
| 13 de abril de 2024      | Sugar Land       | Estados Unidos | Smart Financial Centre                          | MAR          |
| 19 de abril de 2024      | Hollywood        | Estados Unidos | Hard Rock Live                                  | MAR          |
| 20 de abril de 2024      | Tampa            | Estados Unidos | Amalie Arena                                    | MAR          |
| 26 de abril de 2024      | San Juan         | Puerto Rico    | Coliseo de Puerto Rico                          | MAR          |
| 3 de mayo de 2024        | Duluth           | Estados Unidos | Gas South Arena                                 | MAR          |
| 17 de mayo de 2024       | Indianápolis     | Estados Unidos | Murat Theatre at Old National Centre            |              |
| 18 de mayo de 2024       | Rosemont         | Estados Unidos | Allstate Arena                                  | MAR          |
| 24 de mayo de 2024       | Fresno           | Estados Unidos | Save Mart Center                                | MAR          |
| 25 de mayo de 2024       | San Diego        | Estados Unidos | Cal Coast Credit Union Open Air Theatre at SDSU | MAR          |
| 27 de mayo de 2024       | Highland         | Estados Unidos | Yaamava' Theater                                |              |
| 30 de agosto de 2024     | Denver           | Estados Unidos | Bellco Theatre                                  | MAR          |
| 6 de septiembre de 2024  | Tucson           | Estados Unidos | AVA Amphitheater                                | MAR          |
| 7 de septiembre de 2024  | Ontario          | Estados Unidos | Toyota Arena                                    | MAR          |
| 13 de septiembre de 2024 | Las Vegas        | Estados Unidos | Bakkt Theater at Planet Hollywood               | MAR          |
| 14 de septiembre de 2024 | Los Ángeles      | Estados Unidos | Crypto.com Arena                                | MAR          |
| 21 de septiembre de 2024 | Kennewick        | Estados Unidos | Toyota Center                                   | MAR          |
| 27 de septiembre de 2024 | Hidalgo          | Estados Unidos | Payne Arena                                     |              |
| 7 de noviembre de 2024   | Ciudad de México | México         | Arena Ciudad de México                          | Mia Rubín    |
| 8 de noviembre de 2024   | Ciudad de México | México         | Arena Ciudad de México                          | Mia Rubín    |
| 24 de enero de 2025      | Ciudad de México | México         | Auditorio Nacional                              |              |
| 25 de enero de 2025      | Ciudad de México | México         | Auditorio Nacional                              |              |
| 31 de enero de 2025      | Monterrey        | México         | Auditorio citiBanamex                           |              |
| 14 de febrero de 2025    | Querétaro        | México         | Querétaro Centro de Congresos                   |              |
| 15 de febrero de 2025    | Puebla           | México         | Auditorio GNP Seguros                           |              |
| 16 de febrero de 2025    | Ciudad de México | México         | Auditorio Nacional                              |              |
| 21 de febrero de 2025    | Zapopan          | México         | Auditorio TELMEX                                |              |
| 22 de febrero de 2025    | Ciudad de México | México         | Auditorio Nacional                              |              |
| 28 de febrero de 2025    | Cancún           | México         | Plaza de Toros de Cancún                        |              |
| 1 de marzo de 2025       | Mérida           | México         | Foro GNP Seguros                                |              |
| 13 de marzo de 2025      | Los Mochis       | México         | Chevron Park                                    |              |
| 14 de marzo de 2025      | Hermosillo       | México         | Centro de Usos Múltiples (CUM)                  |              |
| 15 de marzo de 2025      | Ciudad Obregón   | México         | Estadio Yaquis                                  |              |
| 4 de abril de 2025       | Saltillo         | México         | Auditorio Parque Las Maravillas                 |              |
| 5 de abril de 2025       | Torreón          | México         | Coliseo Centenario                              |              |
| 7 de junio de 2025       | Tijuana          | México         | Plaza de Toros Monumental                       |              |

### Fechas canceladas
| Fecha                    | Ciudad           | País           | Lugar                             |
| Norteamérica             | Norteamérica     | Norteamérica   | Norteamérica                      |
| ------------------------ | ---------------- | -------------- | --------------------------------- |
| 4 de mayo de 2024        | Nashville        | Estados Unidos | Bridgestone Arena                 |
| 31 de agosto de 2024     | West Valley City | Estados Unidos | Maverik Center                    |
| 20 de septiembre de 2024 | Ridgefield       | Estados Unidos | RV Inn Style Resorts Amphitheater |
| 20 de septiembre de 2024 | Portland         | Estados Unidos | Theater of the Clouds             |
| 22 de septiembre de 2024 | Auburn           | Estados Unidos | White River Amphitheatre          |